# Pat Nixon

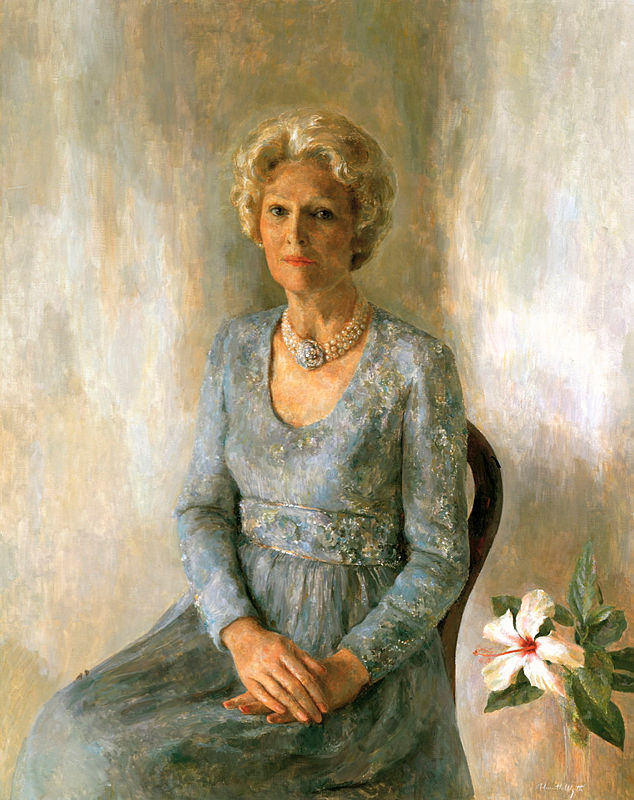
Su retrato oficial en la Casa Blanca, pintado por Henriette Wyeth Hurd, en 1978.

Thelma Catherine «Pat»  Nixon (de soltera; Ryan, Ely, Nevada; 16 de marzo de 1912-Park Ridge, Nueva Jersey; 22 de junio de 1993) fue una profesora estadounidense, quien además fue la esposa del presidente Richard Nixon y primera dama de los Estados Unidos de 1969 a 1974.

## Primeros años de vida
Nació en la pequeña ciudad minera de Ely, Nevada, un día antes del Día de San Patricio. Su padre, William M. Ryan, fue marinero, minero, y agricultor descendiente de irlandeses. Su madre, Catherine Halberstadt, fue una inmigrante alemana.
Pat fue un apodo que le dio su padre, refiriéndose a su fecha de nacimiento y al linaje irlandés. Cuando entró a la universidad dejó a un lado su nombre de pila Thelma, sustituyéndolo con el de Pat y de vez en cuando interpretándolo como Patricia; el cambio de nombre, sin embargo, nunca fue una acción legal, sino más bien una preferencia.
Después de su nacimiento, la familia Ryan se mudó cerca de Los Ángeles, California, y en 1914 se establecieron en una pequeña granja productora en Artesia (Cerritos, en la actualidad). Durante este tiempo ella trabajó en la granja de familia, y también en un banco local como una portera y contadora.
Su madre murió de cáncer en 1924. Pat, quien tenía entonces 12 años, asumió todos los deberes de ama de casa y atendió a su padre, que murió en 1929 de silicosis, y dos hermanos mayores, William Jr. (1910-1997), y a Thomas (1911-1992). También tuvo una media hermana, Neva Bender (1909-1981), y un medio hermano, Matthew Bender (1907-1973), del primer matrimonio de su madre; el primer marido de su madre había muerto durante una inundación repentina en Dakota del Sur.

## Primera dama
Como primera dama, Pat Nixon promovió varias causas caritativas incluyendo el voluntariado, y supervisó la adquisición de más de 600 objetos de arte y mobiliario para la Casa Blanca, esta adquisición sobrepasó las realizadas durante las administraciones anteriores.
Pat Nixon consideró que la primera dama siempre debe establecer un ejemplo público de alta virtud como un símbolo de dignidad, pero se negó a deleitarse con la parafernalia de la posición. Al considerar las ideas para un proyecto como primera dama, la patente se negaron a hacer (o ser) algo simplemente para emular a su predecesor, Lady Bird Johnson. Ella decidió continuar con lo que llamó «diplomacia personal», lo que significaba viajar y visitar a las personas en otros estados u otros países.
Una de sus principales iniciativas como primera dama fue la promoción del voluntariado, en el que alentó a los estadounidenses para hacer frente a los problemas sociales a nivel local a través de voluntarios en hospitales, organizaciones civiles y centros de rehabilitación Ella declaró: "nuestro éxito como nación depende de nuestra voluntad de dar generosamente de nosotros mismos para el bienestar y el enriquecimiento de las vidas de los demás." Se llevó a cabo un "bolsillos del chaleco de Voluntariado" viaje, donde visitó diez programas diferentes voluntarios. Susan Porter, a cargo de la programación de la primera dama, señaló que Pat «veía a los voluntarios como héroes anónimos que no habían sido alentados ni reconocidos por sus sacrificios y que debían serlo». Su segunda gira de voluntariado, viajó 6647 kilómetros (4130 mi) dentro de los Estados Unidos, ayudó a impulsar la idea de que no todos los estudiantes protestaban contra la guerra de Vietnam. Ella misma perteneció a varios grupos de voluntarios, incluyendo mujeres en los servicios comunitarios y Servicios Urban League, y fue un defensor de la Ley de Servicio Voluntario Nacional de 1973, un proyecto de ley que alienta el voluntariado, proporcionando beneficios a un número de organizaciones de voluntarios Algunos reporteros su vista elección de voluntariado como segura y sin brillo en comparación con las iniciativas emprendidas por lady Bird Johnson y Jacqueline Kennedy.
Nixon también alentó a que mujeres se postularan para cargos políticos y fue la primera dama que más viajó en misiones internacionales en la historia de Estados Unidos, visitando cerca de ochenta naciones; también fue la primera primera dama en visitar una zona de combate. Su tarea concluyó, cuando el presidente Nixon después de ser reelegido con una victoria arrolladora en 1972, tuvo que renunciar dos años después a causa del escándalo de Watergate.

## Últimos años de vida

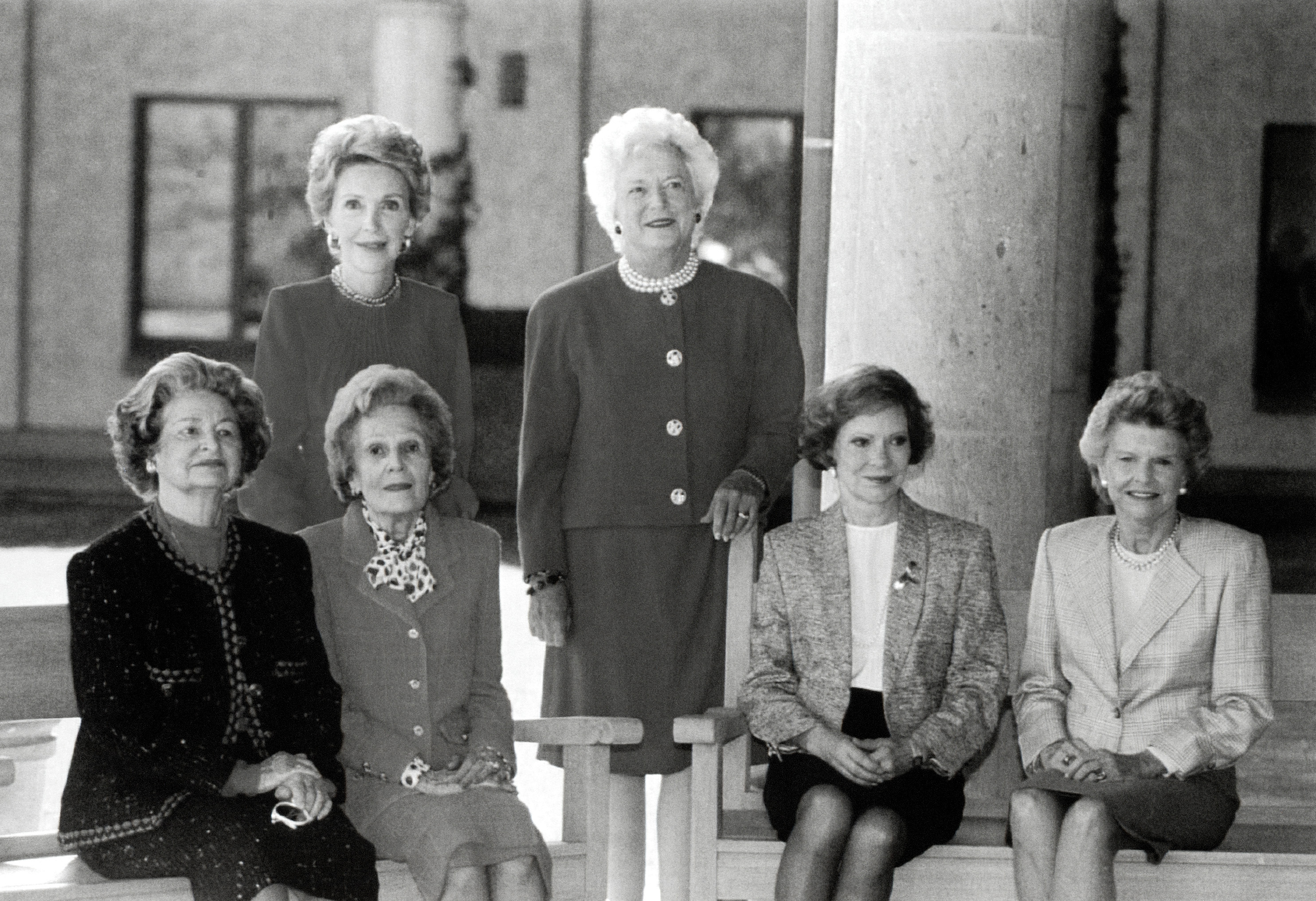
Las primeras damas Lady Bird Johnson, Pat Nixon, Nancy Reagan, Barbara Bush, Rosalynn Carter, y Betty Ford en la dedicación de la Biblioteca Presidencial Ronald Reagan en noviembre de 1991.

Las apariciones públicas de Pat fueron muy raras en su vida posterior. Ella sufrió dos infartos en un período de diez años al volver a California y luego le fue diagnosticado un cáncer de pulmón.

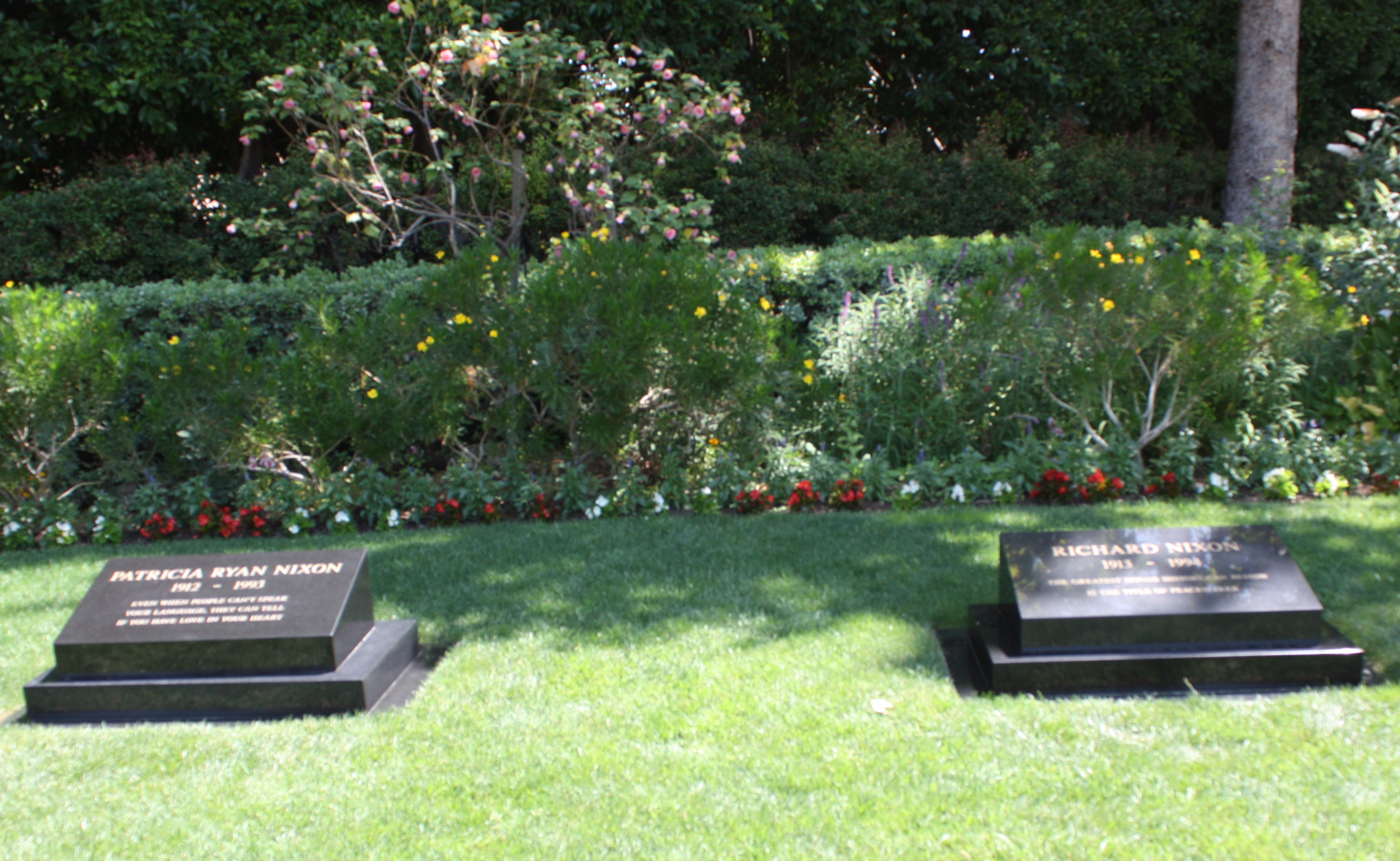
Tumbas de Richard y Pat Nixon en Yorba Linda, California

## Fallecimiento
Pat Nixon murió en su casa de Nueva Jersey a las 5:45 del 22 de junio de 1993, el día después de su 53 aniversario de boda, tenía 81 años. Sus hijas y su marido estaban a su lado.
El servicio fúnebre para Pat Nixon tuvo lugar en los terrenos de la Biblioteca Richard Nixon en Yorba Linda el 26 de junio de 1993. Los oradores en la ceremonia, incluyendo el gobernador de California Pete Wilson, el senador Bob Dole y el reverendo Dr. Billy Graham, elogiaron a la ex primera dama. Además de su marido y su familia inmediata, los expresidentes Ronald Reagan y Gerald Ford y sus esposas, Nancy Reagan y Betty Ford, también estaban presentes. Lady Bird Johnson no pudo asistir porque estaba en el hospital recuperándose de un accidente cerebrovascular, y Jacqueline Kennedy Onassis tampoco asistió. El presidente Nixon sollozó abierta, profusa y a veces incontrolablemente durante la ceremonia. Fue una rara muestra de emoción del expresidente, y Helen McCain Smith dijo que nunca lo había visto más perturbado. 
La lápida de Nixon da su nombre como "Patricia Ryan Nixon", el nombre por el cual ella fue popularmente conocida. El expresidente Nixon sobrevivió a ella por 10 meses, muriendo el 22 de abril de 1994.
Su epitafio dice:
"Incluso cuando la gente no puede hablar su idioma, pueden decir si usted tiene amor en su corazón. "